# Leipoxais
Leipoxais är ett släkte av fjärilar. Leipoxais ingår i familjen ädelspinnare.

## Dottertaxa tillLeipoxais, i alfabetisk ordning[1]
- Leipoxais acharis
- Leipoxais adoxa
- Leipoxais alazon
- Leipoxais batesi
- Leipoxais castanea
- Leipoxais cinerascens
- Leipoxais compsotes
- Leipoxais crenulata
- Leipoxais directa
- Leipoxais dives
- Leipoxais dolichoprygma
- Leipoxais dysaresta
- Leipoxais emarginata
- Leipoxais fuscofasciata
- Leipoxais haematidea
- Leipoxais hapsimachus
- Leipoxais humfreyi
- Leipoxais ituria
- Leipoxais lipophemisma
- Leipoxais major
- Leipoxais makomona
- Leipoxais manica
- Leipoxais marginepunctata
- Leipoxais miara
- Leipoxais mustelina
- Leipoxais nervosa
- Leipoxais noctis
- Leipoxais obscura
- Leipoxais peraffinis
- Leipoxais philopseudia
- Leipoxais proboscidea
- Leipoxais proboscifera
- Leipoxais puncticosta
- Leipoxais punctulata
- Leipoxais regularis
- Leipoxais roxana
- Leipoxais rufobrunnea
- Leipoxais siccifolia
- Leipoxais strandi
- Leipoxais tamsi
- Leipoxais tolmera
- Leipoxais typodes